# Fontaine-Luyères
Pour les articles homonymes, voir Fontaine.
Fontaine-Luyères (nom officiel), également appelée Fontaine-lez-Luyères, est une ancienne commune française du département de l'Aube en région Grand Est. Elle est rattachée à la commune de Charmont-sous-Barbuise depuis 1973.

## Géographie
Le cadastre de 1837 cite au territoire : la source de la Barbuise, la Citadelle, les Cornuats, Perrignon, les Folies, la Motte et les Masures.

## Histoire
Il y avait une famille Fontaines au XIIIe siècle, qui avait fief en la chastellenie de Troyes sans qu'il soit certain qui tire son nom de l'autre, la terre ou la famille. Jean de Fontaines les Colaverdey avait en 1398 des terres et étangs au village . Le dernier seigneur était Henriette Joly de Chavigny, veuve de Nicolas Maizières, qui en héritait en 1782.
En 1789 le village était de l'intendance et de la généralité de Châlons, de l'élection de Troyes et du bailliage de Chaumont.
Le 1er janvier 1973, la commune de Charmont-sous-Barbuise fusionne avec celle de Fontaine-Luyères, par fusion-association. Le 1er janvier 1977, la fusion de Charmont-sous-Barbuise avec Fontaine-Luyères est transformée en fusion simple.

### Château
Il y avait un château assez ancien mais décrit en 1659 comme ayant deux arpents d'emprise, fossés, en laquelle souloit estre la maison seigneuriale dud(it). Fontaine, appellée la forte maison.

## Démographie
| 1793 | 1800 | 1806 | 1821 | 1831 | 1836 | 1841 | 1846 | 1851 |
| ---- | ---- | ---- | ---- | ---- | ---- | ---- | ---- | ---- |
| 138  | 135  | 149  | 130  | 138  | 115  | 116  | 118  | 114  |

| 1911 | 1921 | 1926 | 1931 | 1936 | 1946 | 1954 | 1962 | 1968 |
| ---- | ---- | ---- | ---- | ---- | ---- | ---- | ---- | ---- |
| 78   | 82   | 77   | 90   | 88   | 94   | 78   | 72   | 73   |

## Lieux et monuments
- Église de l'Assomption-de-la-Vierge de Fontaine-Luyères

## Personnalités liées à la commune
- Jean-Marie Bigard (1954-), humoriste, acteur et réalisateur, né dans cette commune